# Jost Hurler
Jost Hurler (* 27. Dezember 1918 in Augsburg; † 11. April 2003) war ein deutscher Unternehmer. Er war deutscher Vorreiter auf dem Gebiet der Cash-and-Carry-Abholgroßmärkte nach US-amerikanischem Vorbild.

## Leben
Jost Hurler verbrachte einen Großteil seiner Kindheit und Jugend am Tegernsee. Dort gründete er 1945 einen Lebensmittelgroßmarkt. Er heiratete die Eigentümerin des Seehotels Überfahrt in Rottach, Josefine.
1964 eröffnete Hurler, der sein Unternehmen inzwischen nach München verlegt hatte, in Schwabing einen der ersten Verbrauchergroßmärkte nach US-amerikanischen Vorbild, in dem Konsumgüter verschiedenster Art angeboten wurden. Das Geschäft, das unter dem Namen IKS Großhandelsmarkt Jost Hurler lief, befand sich in der Leopoldstraße nördlich der Johann-Fichte-Straße an der Stelle des heutigen Stadtquartiers Schwabinger Tor. Projektträger und Eigentümer des Geländes ist weiterhin die Jost Hurler Beteiligungs- und Verwaltungsgesellschaft.
In den folgenden Jahren expandierte Hurler auf den Gebieten der Verbrauchergroßmärkte und Möbelhäuser, unter anderem unter den Marken Huma und Suma, die inzwischen zur Einzelhandelskette Real gehören. Mediale Aufmerksamkeit erzeugte 1966 die Aufforderung an Hurlers Unternehmen, Umsatzsteuer in Höhe von 1,7 Millionen Deutscher Mark wegen fraglicher Verkäufe an Wiederverkäufer zu Nettopreisen nachzuzahlen; Hurler bestritt, zu einer Nachzahlung aufgefordert worden zu sein.
Nachdem am 19. Mai 1982 Hurlers Sohn Leo und weitere sieben Insassen beim Absturz eines Unternehmens-eigenen Flugzeugs nahe Kassel starben, zog sich Hurler aus dem Großhandel zurück und konzentrierte sich auf die Verwaltung der Immobilien und Grundstücke des Unternehmens sowie auf Unternehmensbeteiligungen. 1987 wurde die Jost-Hurler-Gruppe, in der die Beteiligungen an Verbrauchermärkten zusammengefasst war, vom Metro-Konzern unter Otto Beisheim für 200 Millionen Deutsche Mark übernommen. Die Jost Hurler Beteiligungs- und Verwaltungsgesellschaft ist weiterhin in Familieneigentum. Sie hält das Eigentum an Immobilien an den früheren Standorten der Großmärkte von Jost Hurler in München, Wien und Sankt Augustin, an Wohngebieten in Berlin und Erfurt sowie am Seehotel Überfahrt. Das Manager Magazin führte Hurlers Familie in den 2010er Jahren in der Liste der 500 reichsten Deutschen.
Hurler galt als Freund des bayerischen Spitzenpolitikers Franz Josef Strauß.

## Auszeichnungen
Jost Hurler wurde am 3. Januar 1989 das Bundesverdienstkreuz 1. Klasse verliehen.